# Les Abrets en Dauphiné
Les Abrets en Dauphiné ist eine französische Gemeinde mit 6.713 Einwohnern (Stand: 1. Januar 2022) im Département Isère in der Region Auvergne-Rhône-Alpes. Sie gehört zum Arrondissement La Tour-du-Pin und ist Teil des Kantons Chartreuse-Guiers.

## Gliederung
| Ortsteil                       | ehemaliger INSEE-Code | Fläche (km²) | Einwohnerzahl (2022) |
| ------------------------------ | --------------------- | ------------ | -------------------- |
| Les Abrets (Verwaltungssitz)00 | 38001                 | 06,89        | 3.601                |
| La Bâtie-Divisin               | 38028                 | 10,51        | .01.041              |
| Fitilieu                       | 38165                 | 10,01        | 2.071                |

## Geografie
Les Abrets en Dauphiné liegt etwa 64 Kilometer ostsüdöstlich von Lyon und hat folgende Nachbargemeinden:
Chimilin und Romagnieu im Norden, Belmont-Tramonet (Département Savoie) im Nordosten, Pressins und Le Pont-de-Beauvoisin im Osten,
Saint-Sulpice-des-Rivoires und Velanne im Südosten,  Villages du Lac de Paladru und Montferrat im Süden, Saint-Ondras und Charancieu im Südwesten, Saint-André-le-Gaz im Westen sowie La Bâtie-Montgascon im Nordwesten
Durch die Gemeinde führen die früheren Routes nationales 6 (heutige D1006) und 75 (heutige D1075).

## Geschichte
Zum 1. Januar 2016 wurden die bis dahin eigenständigen Kommunen Les Abrets, La Bâtie-Divisin und Fitilieu zur Commune nouvelle Les Abrets en Dauphiné zusammengeschlossen.

## Sehenswürdigkeiten

### Les Abrets
- Kirche aus dem 19. Jahrhundert

### La Bâtie-Divisin
- Kirche Saint-Pierre

### Fitilieu
- Domäne Fauves, heute Zoologischer Garten